# La Chapelle-d'Abondance
 La Chapelle-d'Abondance  es una comuna y población de Francia, en la región de Ródano-Alpes, departamento de Alta Saboya, en el distrito de Thonon-les-Bains y cantón de Abondance.

## Demografía
| 573 | 552 | 538 | 552 | 727 | 719 |
| Para los censos de 1962 a 1999 la población legal corresponde a la población sin duplicidades (Fuente: INSEE [Consultar]) |     |     |     |     |     |

## Administración
Bernard Maxit ha sido alcalde desde 1990.
Aunque no está integrada en ninguna Communauté de communes u organismo similar con fiscalidad propia, forma parte del Syndicat intercommunal à la carte de la vallée d'Abondance.

## Hermanamientos
- Ploéven (Francia)